# Kojima Natsuki
Bản mẫu:ActorActress
Natsuki Kojima (Natsuki Kojima, năm 1995, ngày 08 tháng 3 -) là nữ diễn viên tài năng của Nhật Bản. Cựu thành viên của nhóm nhạc nữ thần tượng AKB48.
Biệt danh là Natsun. Sinh ra ở thành phố Nagareyama, tỉnh Chiba. Liên kết phù hợp.

## Tiểu sử
Năm 2010
Vào ngày 24 tháng 7, cô đã vượt qua buổi thử giọng của của thực tập sinh AKB48 lần thứ 11. Nó sẽ được diễn ra tại Lễ hội mùa thu của Tokyo Tokyo tổ chức vào ngày 10 tháng 10 tại Công viên Kasai Rinkai.
Vào ngày 28 tháng 11, buổi biểu diễn tại nhà hát đã ra mắt của thực tập sinh AKB48, The Goddess of Theater.
2012
Ngày 24 tháng 6,tại sự kiện Saitama Super Arena sẽ công bố thăng chức cho các thành viên thường xuyên .
Vào ngày 8 tháng 11, Đội B Umeda bắt đầu các hoạt động.
2013
Ngày 28 tháng 4,tại Nippon Budoka nhóm nhạc AKB48 đã cho ra mắt bài hát rose no fruit.
Vào ngày 24 tháng 2, một sự thay đổi đối với Takahashi Đội A sẽ được công bố .
Vào ngày 6 tháng 4, AKB48 Gyuton GIRLS đã bắt đầu phát sóng trên chương trình Phát thanh truyền hình . Đây là thành viên duy nhất xuất hiện trong tất cả các lần phát sóng.
2015
Từ ngày 18-22 / 3, biểu diễn tại Naomi Barrio Hall (vai Mami Kishiwada). Sự xuất hiện giai đoạn đầu tiên .
Vào ngày 18 tháng 9, AKB48 Teruo Iwamoto sẽ đóng vai trò là vị trí trung tâm cho buổi biểu diễn ngày đầu tiên..
2016
Ngày 24 tháng 2, lên trang bìa trong tạp chí " Vua trò chơi bóng đá " .
Ngày 28 tháng 8, xếp thứ 9 trong dự án Bình chọn Tổng quát Renacchi năm 2016 .
2017
Vào tháng 1, Bộ sưu tập ảnh bình chọn tổng hợp của AKB48 "Renacchi 16 sắc màu" sẽ được phát hành .
2018
Ngày 19 tháng 3, Daisuke Toyama "Tôi Minerva, Okose gió" trong lễ hội sinh diễn ra các buổi biểu diễn riêng, công bố tốt nghiệp từ AKB48 .